# Дувр
Дувр (фр. Douvres) је насељено место у Француској у региону Рона-Алпи, у департману Ен (Рона-Алпи).
По подацима из 2011. године у општини је живело 983 становника, а густина насељености је износила 186,88 становника/km².

## Демографија
| 1962. | 1968. | 1975. | 1982. | 1990. | 2011. |
| ----- | ----- | ----- | ----- | ----- | ----- |
| 267   | 254   | 298   | 534   | 606   | 983   |